# Romanogobio parvus
Romanogobio parvus är en fiskart som beskrevs av Naseka och Jörg Freyhof 2004. Romanogobio parvus ingår i släktet Romanogobio och familjen karpfiskar. IUCN kategoriserar arten globalt som livskraftig. Inga underarter finns listade i Catalogue of Life.